# فاسانو
فاسانو (به ایتالیایی: Fasano) یک کومونه در ایتالیا است که در استان بریندیسی واقع شده‌است.

## خصوصیات
فاسانو ۱۲۸ کیلومترمربع مساحت و ۳۸٬۴۶۳ نفر جمعیت دارد و ۱۱۱ متر بالاتر از سطح دریا واقع شده‌است.